# Municipio de Layton (Dakota del Norte)
El municipio de Layton (en inglés: Layton Township) es un municipio ubicado en el condado de McHenry en el estado estadounidense de Dakota del Norte. En el año 2010 tenía una población de 29 habitantes y una densidad poblacional de 0,31 personas por km².

## Geografía
El municipio de Layton se encuentra ubicado en las coordenadas 48°30′14″N 100°43′52″O / 48.50389, -100.73111. Según la Oficina del Censo de los Estados Unidos, el municipio tiene una superficie total de 93.36 km², de la cual 93,16 km² corresponden a tierra firme y (0,22 %) 0,2 km² es agua.

## Demografía
Según el censo de 2010, había 29 personas residiendo en el municipio de Layton. La densidad de población era de 0,31 hab./km². De los 29 habitantes, el municipio de Layton estaba compuesto por el 93,1 % blancos, el 6,9 % eran de otras razas. Del total de la población el 6,9 % eran hispanos o latinos de cualquier raza.